# Centro Novo do Maranhão
Centro Novo do Maranhão là một đô thị thuộc bang Maranhão, Brasil. Đô thị này có diện tích 8294,828 km², dân số năm 2007 là 15049 người, mật độ 1,81 người/km².